# جاك هاتاور
جاك هاتاور هو محامي وقاضي وسياسي أمريكي، ولد في 6 سبتمبر 1926 في ممفيس في الولايات المتحدة، وتوفي في 3 أغسطس 2013 في أوستن في الولايات المتحدة بسبب مرض باركنسون. نشط حزبياً في الحزب الديمقراطي. وقد انتخب عضو مجلس نواب تكساس ‏ وانتخب عضو مجلس ولاية تكساس ‏ وانتخب عضو مجلس النواب الأمريكي ‏.